# الحويجة

موقع منطقة الحويجة الريفية شمال تكريت باللون الارزق

الحويجة مدينة عراقية في شمال العراق ومركز قضاء الحويجة التابع لمحافظة كركوك حيث تقع جنوب غرب مدينة كركوك بحوالي 30 ميلا. يقدر عدد سكان قضاء الحويجة بحدود 500 الف نسمة. تعدّ الحويجة منطقة ريفية بسبب كثرة الزراعة فيها حيث تُنتج فيها العديد من المحاصيل الزراعية كالقطن والذرة والحنطة والشعير (حيث تنتج فيها بكثرة). وتعدّ الحويجة ثاني أكبر قضاء مصدر للخضروات في العراق.
تم تقديم طلب من أعضاء مجلس محافظة كركوك للحكومة المركزية بتحويل قضاء الحويجة لمحافظة مستقلة. بسبب التعداد السكاني الكبير وامتلاك هذه المنطقة المؤهلات لتصبح محافظة.

## المدن
يضم قضاء الحويجة مئات القرى العربية والمدن والتي تعتبر نواحي عائدة لإدارة قضاء الحويجة، وعدد نواحي قضاء الحويجة ثلاث نواحي وهي:
- ناحية الرياض.
- ناحية العباسي.
- ناحية الزاب.

وبالنسبة للقرى فعدد قرى قضاء الحويجة يتجاوز المئتين قرية واشهرها:
- الصفرة.
- قرية تل الذهب.
- قرية البسل.
- قرية شميط.
- قرية شريعة.
- قرية تل علي.
- قرية سليمان الغرب.
- قرية الخان.
- قرية الماحوز.
- قرية ام كصير.
- قرية الصفرة.
- قرية الشاهرية.
- قرية الخاتونية.
- قرية مراطة.
- قرية المحمودية.
- قرية الكاظمية.

ولكل قرية من هذه القرى قصة تراثية يتندر بها أبناؤها لانها تحكي لهم سبب الاسم ومآثر الاجداد.